# Astrid Lindgrenprijs (Zweden)
De Astrid Lindgrenprijs (Zweeds: Astrid Lindgren-priset) is een Zweedse literatuurprijs, die sinds 1967 jaarlijks wordt uitgereikt. De prijs werd ingesteld ter viering van de 60e verjaardag van Astrid Lindgren, en is uitsluitend bestemd voor Zweedse schrijvers.

## Winnaars
| - 1967: Åke Holmberg - 1968: Ann Mari Falk - 1969: Harry Kullman - 1970: Lennart Hellsing - 1971: Hans Peterson - 1972: Maria Gripe - 1973: Barbro Lindgren - 1974: Inger en Lasse Sandberg - 1975: Hans-Eric Hellberg - 1976: Irmelin Sandman Lilius - 1977: Kerstin Thorvall - 1978: Gunnel Linde - 1979: Rose Lagercrantz - 1980: Maud Reuterswärd (postuum) - 1981: Gunilla Bergström - 1982: Inger Brattström - 1983: Siv Widerberg - 1984: Astrid Bergman Sucksdorff - 1985: Viveca Lärn (Viveca Sundvall) - 1986: Margareta Strömstedt - 1987: Nan (Inger) Östman - 1988: Lena Anderson en Christina Björk - 1989: Annika Holm - 1990: Maj Bylock - 1991: Max Lundgren - 1992: Sven Christer Swahn - 1993: Ulf Stark - 1994: Eva Wikander | - 1995: Peter Pohl - 1996: Henning Mankell - 1997: Anna-Clara en Thomas Tidholm - 1998: Bo R. Holmberg - 1999: Per Nilsson - 2000: Annika Thor - 2001: Eva Eriksson - 2002: Stefan Casta - 2003: Sven Nordqvist - 2004: Pernilla Stalfelt - 2005: Jujja Wieslander - 2006: Ulf Nilsson - 2007: Helena Östlund - 2008: Pija Lindenbaum - 2009: Olof en Lena Landström - 2010: Moni Nilsson - 2011: Jan Lööf - 2012: Katarina Kieri - 2013: Katarina von Bredow - 2014: Frida Nilsson - 2015: Mårten Sandén - 2016: Anna Höglund - 2017: Jenny Jägerfeld - 2018: Lisa Bjärbo - 2019: Kerstin Lundberg Hahn - 2020: Jakob Wegelius - 2021: Ylva Karlsson |